# Cabana Bolboci
Cabana Bolboci este localizată pe Valea Ialomiței între Cheile Tătarului și Cheile Zănoagei, pe malul Lacului Bolboci, în munții Bucegi, la altitudinea de 1460 metri. Este la o distanță de circa 12 km de Sinaia (în linie dreaptă; dar pe șosea sunt 22,3 km pe DN71, DJ713 și DJ714) și la 10 km (2 ore de mers) de Peștera Ialomiței.
Cabana a fost construită  în interes turistic între anii 1926-1928 cu ajutorul fraților Schiel care exploatau pădurile de brazi din Valea Ialomiței și dețineau fabrica de hârtie din Bușteni.
Inițial cabana este construită din lemn și acoperită cu șindrilă, iar cazarea se făcea numai pe perioada de vară pentru că nu avea încălzire.
În anul 1971 este acoperită cu tablă și încălzită pentru a primi turiști pe toată perioada anului.